# Jan Stępień (pisarz)
Jan Stępień (ur. 21 października 1949 w Głogowie) – polski rzeźbiarz, poeta, pisarz, rysownik, bioterapeuta. Jest członkiem Związku Literatów Polskich i Stowarzyszenia Kultury Europejskiej.
Napisał cztery powieści, opublikował pięć zbiorów opowiadań. Jest także autorem sześciu tomików wierszy. Jego wiersze i opowiadania tłumaczono na niemiecki, arabski oraz esperanto. Rzeźby, rysunki wystawia w wielu miastach Polski, w Belgii i na Węgrzech. Rysunki zamieszcza w miesięcznikach Medycyna dla Ciebie, Jupiter (dla austriackiej Polonii), Res Humana oraz w publikacjach książkowych. Jego sztuka Koniec świata została wyróżniona w szóstej edycji Tygodnia Sztuk Odważnych w Radomiu (2006). Jesienią 2009 Teatr im. Ludwika Solskiego w Tarnowie przedstawił prapremierę sztuki W windzie. 
Szalona Maria (1991), Szaleństwa Marii (1999) to pozycje zadedykowane żonie Marii Szyszkowskiej, z którą od 1995 roku mieszka w Strzelcach pod Nałęczowem. Jest wegetarianinem.

## Twórczość

### Tomiki poetyckie
- Wieczne koło, KKNP, Kielce, 1983;
- O drugiej nad ranem, PAX, Warszawa, 1989;
- Spowiedź kaktusa, MAW, Warszawa, 1993;
- Chory liść, Spolegliwość, Łomża, 1997;
- Szaleństwa Marii, Nałęczów, 1999;
- Łzy Ślimaka, Wydawnictwo Anagram, Warszawa, 2002;
- Spóźnione lato, Wydawnictwo Anagram, Warszawa, 2011.
- Idą..., Kresowa Agencja Wydawnicza, Białystok, 2015.

### Opowiadania
- Pierwsze doznania, Wyd. Łódzkie, 1984;
- Szalona Maria, IWZZ, 1991;
- Cienie zmarłych, Interlibro, 1999;
- Smak zdarzeń, Książka i Prasa, 2004;
- Okruchy dnia, Dom Wydawniczy TCHu, Warszawa, 2008;
- Streiflichter aus Polen (Driesch, Wiedeń, 2011);
- Rozmowy z panem Janem, KAW, Białystok, 2016.

### Powieści
- Pajęczyna, MAW, 1988;
- Pulsowanie - ANAGRAM, 1991;
- Przenikanie - Spolegliwość, Łomża, 1998;
- Czas miłości - Vipart, Pruszków, 2006;

### Inne
- Łaknienie (dramat), w publikacji zbiorowej, Wydawnictwo Łódzkie, Kielce-Łódź, 1998;
- Ludziki Jana Stępnia (album rysunków), Spolegliwość, Łomża 2001;
- Srebrne Myśli we wspólnej książce pt. Zamyślenia (razem z M. Szyszkowską), Heliodor, Warszawa, 2005;
- Noc z Ulrike (dramat), czytanie w Laboratorium Dramatu, Warszawa, 2006)
- Koniec świata (sztuka), Radom, 2006;
- Ból (dramat), czytanie w Laboratorium Dramatu, Warszawa, 2008;
- Róża (monodram), Międzynarodowe Stowarzyszenie Krytyków Teatralnych;
- W windzie (sztuka), prapremiera w Teatrze im. Solskiego w Tarnowie, 2009.

## Publikacje zbiorowe
- Zamyślenia, Warszawa 2005
- Na każdy temat z Marią Szyszkowską... rozmawia Stanley Devine, rozmowa z Janem Stępniem, Helion One Press 2011